# Shingo Morita (fotbollsspelare född 1978)
Shingo Morita (森田 真吾 Morita Shingo?), född 9 december 1978 i Kochi prefektur, är en japansk före detta fotbollsspelare.
Morita började sin karriär 2001 i Yokohama FC. Efter Yokohama FC spelade han för TDK, Rad, Mito HollyHock, Ventforet Kofu och Tonan Maebashi. Han avslutade karriären 2011.